# Patinação de velocidade em pista curta nos Jogos Olímpicos de Inverno de 2010 - 1500 m masculino
As competições de 1500m masculino da patinação de velocidade em pista curta nos Jogos Olímpicos de Inverno de 2010 foram disputadas no Pacific Coliseum em Vancouver, Colúmbia Britânica, em 13 de fevereiro de 2010.

## Medalhistas
| Ouro   | KOR Lee Jung-su      |
| Prata  | USA Apolo Anton Ohno |
| Bronze | USA J. R. Celski     |

## Recordes
Antes desta competição, os recordes mundiais e olímpicos da prova eram os seguintes:
| Tipo | Atleta        | Tempo    | Local          | Data                    |
| ---- | ------------- | -------- | -------------- | ----------------------- |
|      | Ahn Hyun-Soo  | 2:10.639 | Marquette      | 24 de outubro de 2003   |
|      | Kim Dong-Sung | 2:15.942 | Salt Lake City | 20 de fevereiro de 2002 |

## Resultados

### Eliminatórias
Foram realizadas seis baterias na fase eliminatória:
| Pos. | Atleta               | Tempo    | Notas |
| ---- | -------------------- | -------- | ----- |
| 1    | CAN Olivier Jean     | 2:14.279 | Q     |
| 2    | KOR Lee Ho-Suk       | 2:14.324 | Q     |
| 3    | CHN Liu Xianwei      | 2:14.354 | Q     |
| 4    | GER Tyson Heung      | 2:14.461 |       |
| 5    | NZL Blake Skjellerup | 2:14.730 |       |
| 6    | RUS Ruslan Zakharov  | 2:14.929 |       |

| Pos. | Atleta               | Tempo      | Notas |
| ---- | -------------------- | ---------- | ----- |
| 1    | CHN Liang Wenhao     | 2:16.152   | Q     |
| 2    | CAN Charles Hamelin  | 2:16.153   | Q     |
| 3    | GER Sebastian Praus  | 2:17.058   | Q     |
| 4    | ITA Nicolas Bean     | 2:17.089   |       |
| 5    | JPN Jumpei Yoshizawa | 2:30.701   | ADV   |
| 6 !  | USA Jordan Malone    | 9:99.999 ! | DSQ   |

| Pos. | Atleta              | Tempo    | Notas |
| ---- | ------------------- | -------- | ----- |
| 1    | KOR Lee Jung-Su     | 2:12.380 | Q     |
| 2    | USA J. R. Celski    | 2:12.460 | Q     |
| 3    | ITA Nicola Rodigari | 2:12.609 | Q     |
| 4    | FRA Benjamin Mace   | 2:12.875 |       |
| 5    | JPN Yuzo Takamido   | 2:15.402 |       |
| 6    | GER Paul Herrmann   | 2:16.782 |       |

| Pos. | Atleta                | Tempo    | Notas |
| ---- | --------------------- | -------- | ----- |
| 1    | ITA Yuri Confortola   | 2:14.584 | Q     |
| 2    | NED Sjinkie Knegt     | 2:14.862 | Q     |
| 3    | GBR Jack Whelbourne   | 2:14.972 | Q     |
| 4    | RUS Semion Elistratov | 2:15.455 |       |
| 5    | HUN Viktor Knoch      | 2:16.826 |       |
| 6    | CHN Song Weilong      | 2:20.095 |       |

| Pos. | Atleta                  | Tempo    | Notas |
| ---- | ----------------------- | -------- | ----- |
| 1    | USA Apolo Anton Ohno    | 2:17.653 | Q     |
| 2    | BEL Pieter Gysel        | 2:18.560 | Q     |
| 3    | HUN Peter Darazs        | 2:18.827 | Q     |
| 4    | POL Jakub Jaworski      | 2:19.163 |       |
| 5    | FRA Jean Charles Mattei | 2:33.989 | ADV   |
| 6 !  | CAN Guillaume Bastille  | -        | DSQ   |

| Pos. | Atleta                 | Tempo    | Notas |
| ---- | ---------------------- | -------- | ----- |
| 1    | KOR Sung Si-Bak        | 2:14.836 | Q     |
| 2    | LAT Haralds Silovs     | 2:14.900 | Q     |
| 3    | JPN Takahiro Fujimoto  | 2:16.155 | Q     |
| 4    | GBR Anthony Douglas    | 2:16.622 |       |
| 5    | NED Niels Kerstholt    | 2:46.222 | ADV   |
| 6 !  | FRA Maxime Chataignier | -        | DSQ   |

### Semifinais
Os atletas classificados foram divididos em duas baterias:
| Pos. | Atleta               | Tempo    | Notas |
| ---- | -------------------- | -------- | ----- |
| 1    | KOR Lee Jung-Su      | 2:10.949 | QA    |
| 2    | USA Apolo Anton Ohno | 2:11.072 | QA    |
| 3    | CAN Charles Hamelin  | 2:11.225 | QB    |
| 4    | ITA Nicola Rodigari  | 2:11.402 | QB    |
| 5    | NED Sjinkie Knegt    | 2:13.870 |       |
| 6    | JPN Jumpei Yoshizawa | 2:15.129 |       |
| 7    | HUN Peter Darazs     | 2:18.349 |       |

| Pos. | Atleta                  | Tempo    | Notas |
| ---- | ----------------------- | -------- | ----- |
| 1    | KOR Lee Ho-Suk          | 2:14.833 | QA    |
| 2    | CHN Liang Wenhao        | 2:15.453 | QA    |
| 3    | GER Sebastian Praus     | 2:16.240 | QB    |
| 4    | BEL Pieter Gysel        | 2:16.249 | QB    |
| 5    | GBR Jack Whelbourne     | 2:17.156 |       |
| 6    | CAN Olivier Jean        | 2:32.358 | ADV   |
| 7    | FRA Jean Charles Mattei | 2:36.291 |       |

| Pos. | Atleta                | Tempo    | Notas |
| ---- | --------------------- | -------- | ----- |
| 1    | KOR Sung Si-Bak       | 2:13.585 | QA    |
| 2    | USA J. R. Celski      | 2:13.606 | QA    |
| 3    | ITA Yuri Confortola   | 2:13.645 | QB    |
| 4    | LAT Haralds Silovs    | 2:14.009 | QB    |
| 5    | CHN Liu Xianwei       | 2:14.500 |       |
| 6    | JPN Takahiro Fujimoto | 2:15.984 |       |
| 7    | NED Niels Kerstholt   | 2:16.352 |       |

### Finais
Os terceiros e quartos colocados de cada semifinal disputaram a Final B, que definiria as posições entre 7º e 12º. Os primeiros e segundos das semifinais disputaram as medalhas na Final A.
Final B
| Pos. | Atleta              | Tempo    | Notas |
| ---- | ------------------- | -------- | ----- |
| 7    | CAN Charles Hamelin | 2:18.243 |       |
| 8    | ITA Nicola Rodigari | 2:18.422 |       |
| 9    | BEL Pieter Gysel    | 2:18.773 |       |
| 10   | LAT Haralds Silovs  | 2:19.435 |       |
| 11   | GER Sebastian Praus | 2:20.374 |       |
| 12 ! | ITA Yuri Confortola | -        | DSQ   |

Final A
| Pos.              | Atleta               | Tempo    | Notas |
| ----------------- | -------------------- | -------- | ----- |
| Medalha de ouro   | KOR Lee Jung-Su      | 2:17.611 |       |
| Medalha de prata  | USA Apolo Anton Ohno | 2:17.976 |       |
| Medalha de bronze | USA J. R. Celski     | 2:18.053 |       |
| 4                 | CAN Olivier Jean     | 2:18.806 |       |
| 5                 | KOR Sung Si-Bak      | 2:45.010 |       |
| 6                 | CHN Liang Wenhao     | 2:48.192 |       |
| 9 !               | KOR Lee Ho-Suk       | -        | DSQ   |

## Novos recordes
Um novo recorde olímpico foi estabelecido nas semifinais:
| Tipo | Atleta       | Tempo    | Local     | Data                    |
| ---- | ------------ | -------- | --------- | ----------------------- |
|      | Ahn Hyun-Soo | 2:10.639 | Marquette | 24 de outubro de 2003   |
|      | Lee Jung-Su  | 2:10.949 | Vancouver | 13 de fevereiro de 2010 |

Legenda
| Recorde mundial      | Recorde mundial (World record)               |                       | Recorde africano                      | Recorde africano (African) |                                           | Q | Classificado por posição (Qualified) |
| Recorde olímpico     | Recorde olímpico (Olympic record)            | Recorde da América    | Recorde da América (Americas)         | q                          | Classificado por melhor tempo (Qualified) |   |                                      |
| Melhor marca do ano  | Melhor marca do ano (World leading)          | Recorde asiático      | Recorde asiático (Asian)              | DNS                        | Não largou (Did not start)                |   |                                      |
| Recorde nacional     | Recorde nacional (National record)           | Recorde europeu       | Recorde europeu (European)            | DNF                        | Não terminou (Did not finish)             |   |                                      |
| Recorde pessoal      | Recorde pessoal do atleta (Personal best)    | Recorde da Oceania    | Recorde da Oceania (Oceania)          | DSQ / DQ                   | Desclassificado (Disqualified)            |   |                                      |
| Recorde da temporada | Recorde da temporada do atleta (Season best) | Recorde sul-americano | Recorde sul-americano (South America) | NM                         | Sem marca (No mark)                       |   |                                      |